# Baghai
Baghai (em árabe: بغاي) é uma cidade e comuna localizada na província de Khenchela, Argélia. Segundo o censo de 2008, a população total da cidade era de 6 676 habitantes.